# Marta Malikowska
Marta Helena Malikowska, również Marta Malikowska-Szymkiewicz (ur. 24 października 1982) – polska aktorka teatralna i filmowa.

## Życiorys
W 2005 roku ukończyła studia na PWST w Krakowie. W latach 2015–2016 aktorka Teatru Polskiego w Bydgoszczy. W 2006 roku otrzymała nagrodę za debiut aktorski na FPFF za rolę w filmie „Przebacz”. Rok później za rolę Panny Młodej w „Weselu” została uhonorowana I nagrodą na Ogólnopolskim Konkursie na Inscenizację Utworów Stanisława Wyspiańskiego.
Przez cztery lata związana była z muzykiem Jackiem Szymkiewiczem, z którym ma dziecko.

## Filmografia
| Rok       | Tytuł                  | Rola                                                       | Uwagi           |
| --------- | ---------------------- | ---------------------------------------------------------- | --------------- |
| 2005      | Przebacz               | Anka                                                       |                 |
| 2011      | Ki                     | Wiki                                                       |                 |
| 2013      | Głęboka woda           | pielęgniarka                                               | odc. 5, sez. II |
| 2015      | Żyć nie umierać        | Ewa, producentka                                           |                 |
| 2015      | Córki dancingu         | Lusia                                                      |                 |
| 2016      | Ja, Olga Hepnarová     |                                                            |                 |
| 2017      | Komisarz Alex          | dziennikarka Maja Rogacka                                  | odc. 109        |
| 2018      | Ślepnąc od świateł     | Maria Pazińska „Pazina”                                    |                 |
| 2018      | Druga szansa           | kadrowa                                                    | odc. 59, 62     |
| 2018      | Drogi wolności         | Franciszka Woydowicz, właścicielka „Hotelu pod Białą Różą” |                 |
| 2019      | Ultraviolet            | performerka Monika Horodyńska                              | odc. 19         |
| 2019      | Żmijowisko             | Joanna Trypa                                               |                 |
| 2020      | Tarapaty 2             | Kaja Ceran, matka Felki                                    |                 |
| 2021      | Chyłka. Inwigilacja    | Nina                                                       |                 |
| 2021–2024 | Skazana                | Agata Strzelecka „Kosa”                                    |                 |
| 2022      | Minuta ciszy           | Beata Bednarz                                              | odc. 2          |
| 2022      | Śubuk                  | Marta                                                      |                 |
| 2022      | Tata                   | Magda                                                      |                 |
| 2022–2023 | Mój agent              | reżyserka castingu                                         | odc. 6, 8       |
| 2023      | Mecenas Porada         | Agata Sekorz                                               | odc. 21, 22     |
| 2023      | Infamia                | wróżka Paula                                               | odc. 6          |
| 2024      | Udar                   | Marta, partnerka Krzyśka                                   |                 |
| 2025      | Tylko jedno spojrzenie | Kamila Sośnik                                              |                 |

## Role teatralne
- Sonia Ostrowa w „Choince u Iwanowów” A. Wiedenskiego w reż. B. Hussakowskiego, PWST Kraków, 2004;
- Tina w „Zimne dziecko” M. von Mayenburg w reż. J. Peszka, A. Tworusa, PWST Kraków, 2005;
- Pani Lebrun w „Napisie” G. Sibleyras'a w reż. A. Augustynowicz, Teatr Współczesny Szczecin, 2005;
- Halina, Wielbicielka w „Cyrk`76, czyli trzydzieści lat później” A. Buszko, K. Czeczot, P. Ratajczak w reż. A. Buszko, Teatr Współczesny Szczecin, 2006;
- Gangster, Marzena Kowalczyk – wokalistka, imigrantka z Polski w „Na gorąco” M. Zadary w reż. M. Zadary, Teatr Współczesny Szczecin, 2006;
- Panna Młoda w „Weselu” S. Wyspiańskiego w reż. A. Augustynowicz Teatr Współczesny Szczecin, 2007;
- rola kobieca „Wizycie starszej pani” F. Dürrenmatt'a w reż. M. Zadary; Teatr Współczesny Szczecin, 2008;
- Milicjantka/Gość weselny[3] w „… np. Majakowski” w reż. K. Meissner, Wrocławski Teatr Współczesny im. Wiercińskiego, 2008;
- rola kobieca, w „Kasparze” P. Handkego, w reż. B. Wysockiej, Wrocławski Teatr Współczesny, 2009
- Dasza Czumałowa[4], w „Cemencie” H. Muellera, w reż. W. Klemma, Wrocławski Teatr Współczesny, 2009